# Standar

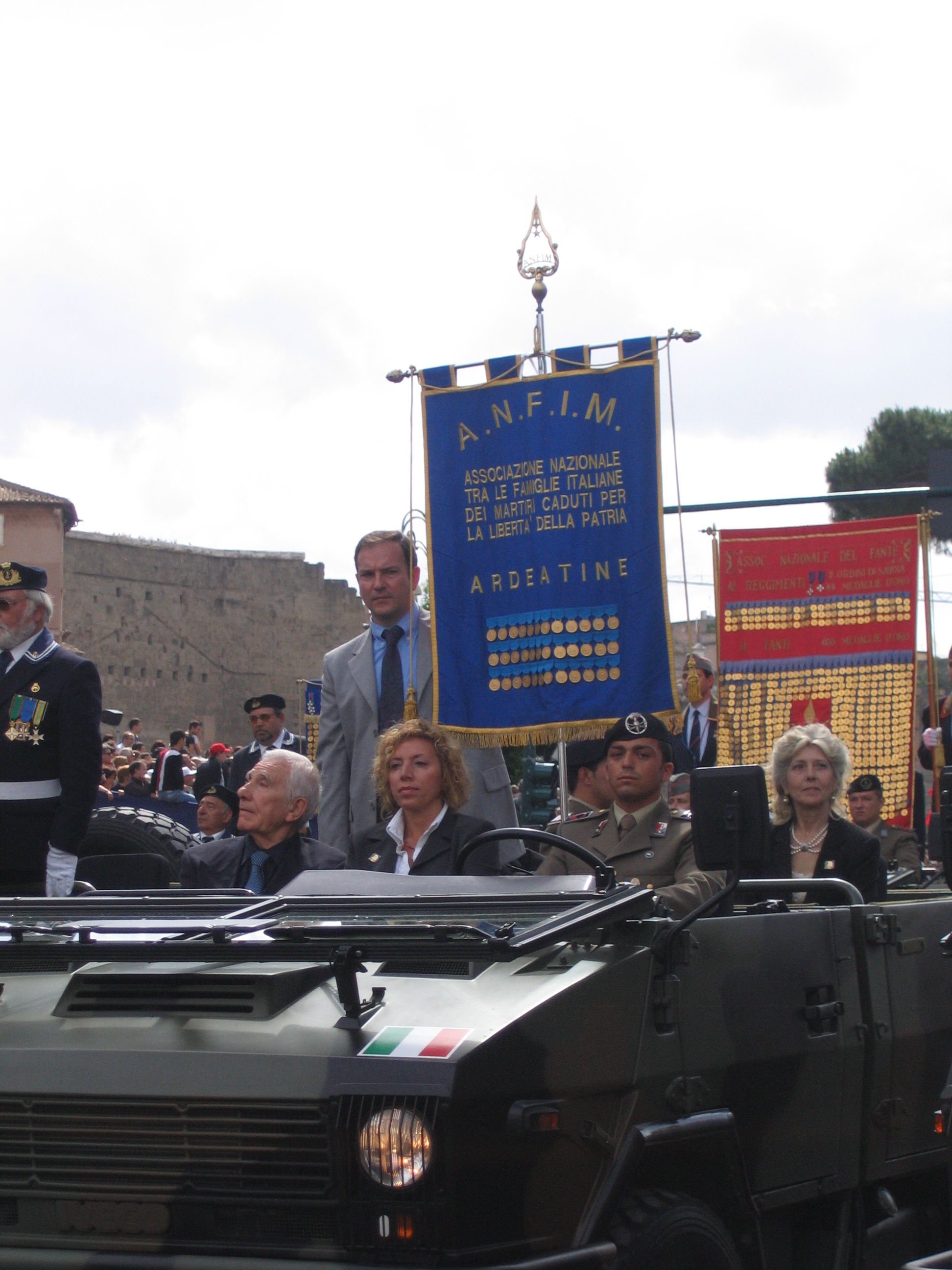
Standar med horisontell stång.

Standar är ett tygstycke – liknande en flagga eller fana – som hänger från en horisontell stång, som i sin tur sitter på en bärstång. Standar används av bland annat ordenssällskap och föreningar och görs ofta i bordsformat.
Inom kyrkan, särskilt i kyrkliga processioner, används standar och kallas då kyrkfana.
Standar är även en mindre fana som användes som fälttecken för rytteriet (kavalleriet) och artilleriet från 1600-talet och framåt. Sådana standar är kvadratiska, omkring 50 x 50 cm (kunde variera), ofta av sidendamast och omgivna av en tyngre frans, 3 till 6 cm bred i guld, silver eller standarets färg. Standaret är fastnitat på standarstången. Motivet målades, broderades eller applicerades med intarsiateknik. Stången är cirka 3 meter lång och förs till häst stödd i en rund läderhållare vid högra stigbygeln.

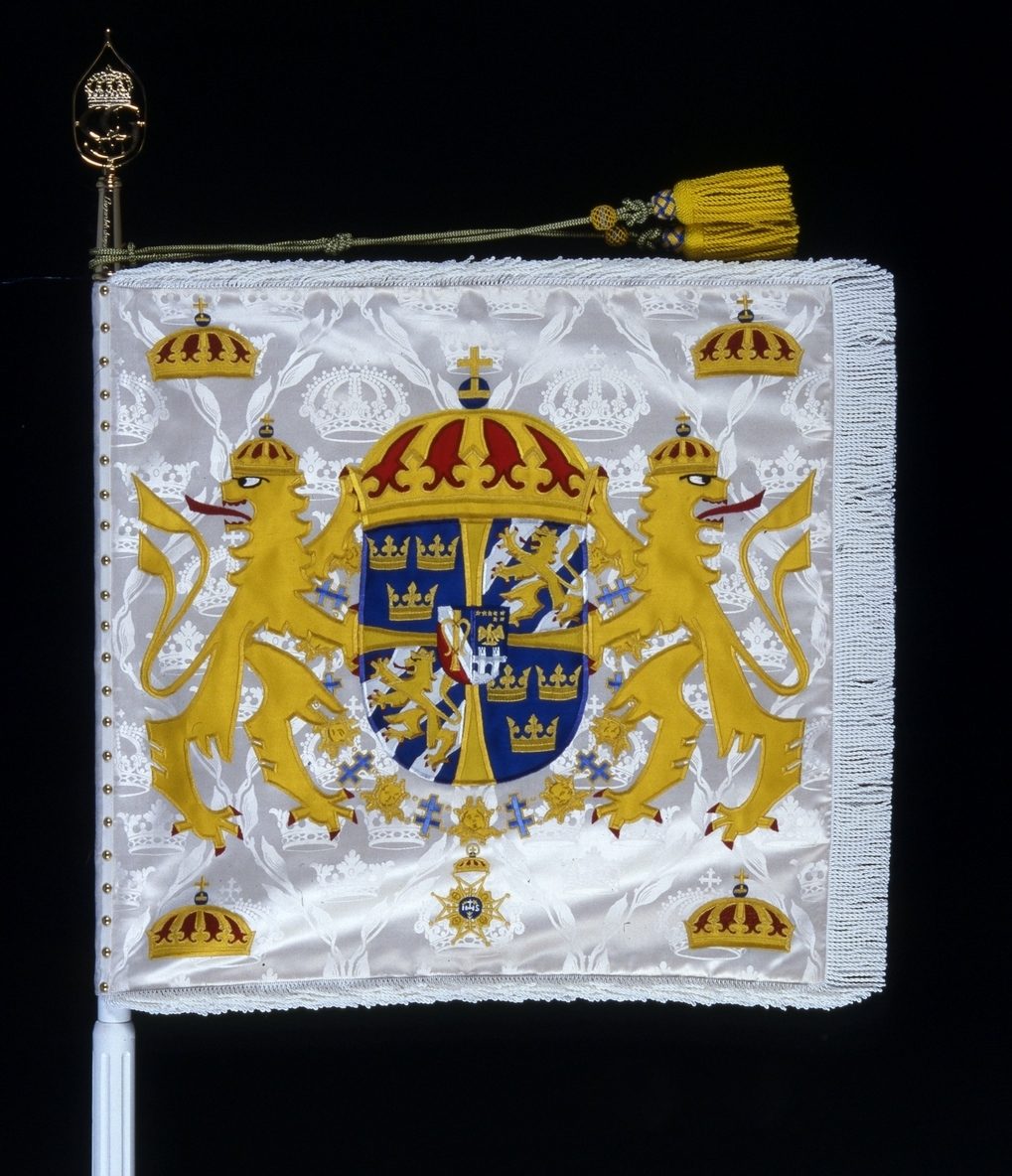
Livgardets dragoners (K1) förbandsstandar.